# Linia kolejowa Großenhain – Cottbus
Linia kolejowa Großenhain – Cottbus – ważna zelektryfikowana linia kolejowa w Niemczech, w krajach związkowych Saksonia i Brandenburgia. Biegnie od Großenhain przez Ruhland i Senftenberg do Cottbus, i jest częścią połączenia z Drezna do Cottbus. Od Großenhain do Ruhland linia jest jednotorowa, a na pozostałym odcinku dwutorowa.